# Всеукраїнське Педагогічне Товариство імені Григорія Ващенка
Всеукраїнське Педагогічне Товариство імені Григорія Ващенка — всеукраїнська громадська організація, яка об'єднує освітян (вчителів, викладачів і вихователів), а також інших громадян, що уболівають за розвиток національної освіти.
Мета товариства — поширення та популяризація української педагогічної спадщини та сучасних педагогічних ідей.
Товариство названа на честь видатного українського вченого, педагога і психолога Григорія Ващенка (1878—1967).

## Історія
22 березня 1995 року відбулось перше засідання ініціативної групи для заснування Педагогічного Товариства та розпочалась робота над Статутом і підготовка Установчих зборів.
22 травня 1995 року в Львівському держуніверситеті ім. Франка відбулась Установча конференція товариства. Першими членами Товариства стали 50 учасників Установчих зборів, серед них організатори згаданої вище конференції у Львівському держуніверситеті ім. І. Франка. На конференції було обрано керівні органи та склад правління з 15 осіб.
9-10 вересня 1995 року відбувся Установчий Конгрес Всеукраїнського Педагогічного Товариства імені Григорія Ващенка у Києві. На конгресі були 192 делегати з 19 областей України, серед – них народні депутати України, громадські та політичні діячі, 19 докторів наук, 27 кандидатів наук, педагоги вищої та середньої школи. У роботі Конгресу взяли участь магістр Омелян Коваль (Бельгія), професор Григорій Васькович (Німеччина), письменник Євген Сверстюк та інші. Було прийнято Статут, сформовано керівні органи товариства та затверджено емблему. Головою Товариства був обраний академік Анатолій Погрібний, професор Київського університету ім. Шевченка, дійсний член НТШ, письменник, культурний та громадський діяч.
12 березня 1996 року товариство зареєстроване міністерством юстиції України. У листопаді 1997 року відбувся 2-й Конгрес у Києві. На початку червня 2000 року у Києві відбувся 3-й Конгрес. У грудні 2006 року відбувся 5-й Конгрес.

## Завдання
- Впровадження світоглядних засад української педагогіки.
- Вивчення та популяризація педагогічної спадщини Г. Ващенка та інших українських педагогів.
- Видання та поширення наукового доробку сучасних українських педагогів.

## Структура товариства

### Голови правління
- Герасименко Василь (2008-)[2]
- Гентош Оксана (2002—2008)
- Погрібний Анатолій (1995—2002)

У складі правління Товариства діють комісії:
- організаційна;
- методично-наукова;
- редакційно-видавнича;
- статутова;
- молодеча;
- економічно-кооперативна;
- фінансово-бюджетна.

Товариство заснувало «Міжнародну Педагогічну Фундацію ім. Г. Ващенка». Міжнародну педагогічну Фундацію ставить перед собою такі основні завдання:
- пропагування ідей українського національного відродження у педагогічних та студентських колективах, широких колах громадськості;
- пропагування і популяризація освітньо-виховної системи Г. Ващенка та впровадження його педагогічних ідей у різні ланки освіти в сучасній Україні;
- увіковічення пам'яті Григорія Ващенка в Україні;
- надання допомоги Всеукраїнському Педагогічному Товариству ім. Г. Ващенка у виданні його творів та інших діячів української національної педагогіки;
- підтримка вчителів, студентів, науковців, які практично реалізують та розвивають педагогічні ідеї Г.Ващенка, інших видатних українських педагогів-обстоювачів національних засад в освіті й вихованні.

## Нагороди товариства
- Медаль «Всеукраїнського педагогічного товариства імені Григорія Ващенка» — Заснована у 2000 році. Нагородження відбувається за рішенням Правління Всеукраїнського Педагогічного Товариства ім. Г. Ващенка.[3]